# Laura Ferrero
Laura Ferrero Carballo (Barcelona, 1984) es una periodista y editora freelance española.

## Biografía
Estudió Periodismo y Filosofía en la Universidad de Navarra y tiene un Máster en Edición por la Universidad Pompeu Fabra. Trabaja como editora y scout literaria para editoriales nacionales e internacionales y es crítica literaria del suplemento cultural del periódico ABC y en Cultura/s de La Vanguardia.
Autoeditó el libro de relatos Piscinas vacías en la plataforma megustaescribir y, tras entrar en el top 100 de Amazon, fue publicado por Alfaguara en 2016. En 2017 publicó su primera novela Qué vas a hacer con el resto de tu vida (Alfaguara) y, en 2018, el álbum ilustrado El amor después del amor de la editorial Bridge (L'amor després de l'amor en su versión en catalán), con ilustraciones de Marc Pallarés.
Escribió, junto a Isabel Coixet, el guion de Un amor, película dirigida por Isabel Coixet y estrenada en 2023. Es la adaptación al cine de la novela homónima de Sara Mesa.

## Premios y reconocimientos
- 2024 Premio Gaudí mejor guion adaptado a Laura Ferrero e Isabel Coixet por Un amor.[12]
- 2004. Nominación a Premio Goya mejor guion adaptado, a Luara Ferrero e Isabel Coixet, por Un amor.[13]